# 王陸一
王 陸一（おう りくいち）は中華民国の政治家。中国国民党の元老・于右任の側近である。旧名は肇巽。別名は天士。

## 事績
幼年時代に、父に従って四川省に入った。1912年（民国元年）、西北大学法科に入学する。1915年（民国4年）、袁世凱討伐計画に参加したが、事前に事が漏れ、甘粛に逃亡した。1918年（民国7年）、孫文（孫中山）の護法軍政府に呼応して挙兵したが、失敗に終わり、渭北に逃亡する。その後、于右任配下となり、陝西靖国軍秘書兼外交処処長となる。しばらくして于と共に上海に赴き、私立上海大学と中国国民党上海執行部で職に就いた。1925年（民国14年）、ソビエト連邦に留学し、モスクワ中山大学で政治経済学を学んでいる。翌年冬、帰国した。
1927年（民国16年）、陝西国民革命軍総司令部弁公室主任に任ぜられ、続いて武漢に赴き国民政府参事となる。翌年、国民党中央執行委員会秘書処書記長、国民党第2期5中全会秘書長をつとめた。1930年（民国19年）、省立安徽大学文学院院長に任命された。翌1931年（民国20年）11月、国民党第4期候補中央執行委員兼宣伝委員会委員となり、後に民衆運動指導委員会副主任委員も兼任している。
同年、中央政治学校計政学院主任と監察院秘書長（監察院長は于右任）に任命された。なおこの時期の王は中蘇文化協会理事もつとめ、孫科・于右任が推進したソ連との修好に従事した。1935年（民国24年）11月、国民党第5期中央執行委員に選出され、民衆訓練部副部長も兼任した。1938年春、軍事委員会戦区軍風紀第2巡察団委員専任となる。1941年（民国30年）、山西・陝西監察使に任ぜられた。1943年（民国32年）10月20日、病没。享年47。

## 著作
- 『長毋相忘詞』

## 注
1. ↑  劉主編（2005）、175頁と東亜問題調査会編（1941）、20頁による。徐主編（2007）、140頁は1896年としている。
2. 1 2 3  徐主編（2007）、140頁。
3. 1 2 3  劉主編（2005）、175頁。
4. 1 2 3  東亜問題調査会編（1941）、20頁。